# Stazione di Camucia-Cortona
Stazione di Camucia-Cortona vasútállomás Olaszországban, Cortona településen.

## Vasútvonalak
Az állomást az alábbi vasútvonalak érintik:
- Firenze–Róma-vasútvonal

## Kapcsolódó állomások
A vasútállomáshoz az alábbi állomások vannak a legközelebb:
- Stazione di Castiglion Fiorentino
- Stazione di Terontola-Cortona